# Star Wars: The Old Republic
Star Wars: The Old Republic', forkortet SW:TOR, er et MMORPG baseret på Star Wars universet og er udvikling af Bioware og LucasArts. Spillet foregår i Old Repulic-æraen og er en spin-off af KotOR-spillene. 
Spillet blev annonceret den 21. oktober 2008, ved et arrangement kun for særligt inviterede, og blev udgivet 20. december 2011.
Spillets handling foregår tusinde af år før filmen og Darth Vader. 
The Old Republic er udgivet til Microsoft Windows; en Mac OS X version bliver muligvis  udgivet, men det er ikke officielt. Det er meddelt at man overvejer at udgive spillet til andre konsoller.
En flere romaner baseret på spillet er blevet udgivet.

## Gameplay
Spillere spiller en ud af to hovedfraktioner -  "The Galactic Republic" eller "The Sith Empire". Selvom hver fraktion ledes af enten godsindet eller ondskabsfuld leder, understreges det, at et enkelt spiller kan have følger sin egen vej på den lys / mørke spektrum. Et af spillets centrale fokus er at skelne mellem spillerens fraktion og moral. For eksempel kan et medlem med tilknytning til den Galaktiske Republik hører til den mørke side, mens du forsøger at nå deres egne mål, som kan være ujævn, eller ligefrem uens fra Republikken vision.
Karakter fremskridt sker ved en kombination af gennemførelsen af missioner, udforskning, og at besejre fjender. Nye evner, låses op når man stiger et level og skal derefter læres af en træner og kan læres i spillet på et væld af steder. Heltemodige missioner findes, der kræver samarbejde med flere spillere til at fuldføre mål og kan gentages normalt på en daglig basis, disse missioner hedder "Heroics" i spillet.
Mens hver klasse i The Old Republic favoriserer en bestemt spillestil (lave skade tæt på eller langt fra, Ranged / melee Dps. Heale din allierede, Healing eller tage skade for din allierede, tanking ), tilpasning kombineret med en ledsagende karakterer giver mulighed for en klasse til at være i stand til at tackle mange forskellige situationer, med eller uden støtte fra andre spillere, og uden at kræve andre specifikke klasser med henblik på at komme videre.
Spillernes valg åbner eller lukker permanent historier og påvirker spillernes ledsagere.

## Udvidelsespakker
Tekst mangler, hjælp os med at skrive teksten